# Genetischer Unterricht
In der Didaktik bezeichnet genetischer Unterricht den Aufbau von Unterrichtseinheiten/-reihen nach dem genetischen Prinzip. Von besonderer Bedeutung ist er in der Fachdidaktik der Naturwissenschaften und der Mathematikdidaktik. Er ist nicht zu verwechseln mit der genetischen Epistemologie bei Jean Piaget.

Bedeutende Vertreter des genetischen Prinzips waren Felix Klein, Martin Wagenschein und Jerome Bruner. Heinrich Roth formulierte 1970:
„Alle methodische Kunst liegt darin beschlossen, tote Sachverhalte in lebendige Handlungen rückzuverwandeln, aus denen sie entsprungen sind, Gegenstände in Erfindungen und Entdeckungen, Werke in Schöpfungen, Pläne in Sorgen, Verträge in Beschlüsse, Lösungen in Aufgaben, Phänomene in Urphänomene.“ (Pädagogische Psychologie, 1970, S. 116)

## Das genetische Prinzip

### Martin Wagenschein
Wagenschein kritisierte in den 1950er Jahren den bestehenden (vor allem mathematischen und naturwissenschaftlichen) Unterricht in der Schule. Anstatt sich lebensnahen Problemen zuzuwenden, orientiere sich dieser an der starren Systematik der Fachwissenschaft, anstelle ernsthafter Bildung finde nur oberflächliches Vorratslernen mit totem Wissen statt. Dagegen setzt Wagenschein das genetische Prinzip:
Der genetische Unterricht beginnt mit einem erstaunlichen Naturphänomen (z. B. dem Halbmond), um  den Forschungstrieb der Schüler zu wecken. Es stammt aus der Natur (also kein Zeigerausschlag eines Instruments). Das Phänomen ist ohne Hilfsmittel, die nur mit der Physik herstellbar sind, wahrnehmbar. Da die Schüler ihre Forschung ohne Hilfe betreiben, wächst in ihnen das Wissen wie ein Baum, darum die Bezeichnung genetisch.

„Pädagogik hat mit dem Werdenden zu tun: mit dem werdenden Menschen und – im Unterricht, als Didaktik – mit dem Werden des Wissens in ihm.“

Pädagogisches Ziel ist eine allgemeine Bildung, bei Wagenschein „formatio“ genannt, für die drei notwendige Tugenden genannt werden:
1. Produktive Findigkeit (angelehnt an Max Wertheimer),  d. h. angesichts unerwarteter Aufgaben klärende Einfälle zu haben;
2. Enracinement (angelehnt an Simone Weil)[2], d. h. die intellektuelle Einwurzelung in der Umwelterfahrung, Bsp. unmittelbare astronomische Beobachtung statt Lehrbuchwissen;
3. Kritisches Vermögen, sowohl sich selbst als auch der Sache gegenüber.

Dafür bedarf es zweierlei im Unterricht: erstens herausfordernde, aufschließende Probleme, d. h. (innerlich) bewegende und (fachlich) weittragende Fragen, die sich aus der Sache bzw. aus der Natur heraus erheben und zum Denken auffordern; zweitens Geduld und Muße, bis ein Thema zündet und „von der Sache ausgehend, nicht vom Lehrer, ein Sog [entsteht], der gewisse Teile des ‚Lehrstoffes’ ansaugt“.
Das hat erhebliche Konsequenzen für Unterrichtsform und -inhalte.
Der durch kurze Stunden bestimmte Unterrichtstakt muss durch Epochenunterricht ergänzt werden. Die (laut Wagenschein) übliche darlegende, dozierende Form des Unterrichts muss durch das sokratische Gespräch (angelehnt an Leonard Nelson) ersetzt werden. Schließlich darf die Auswahl des Lehrstoffes nicht mehr fachsystematisch erfolgen, sondern muss exemplarisch sein.

„Das Einzelne, in das man sich hier versenkt, ist nicht Stufe, es ist Spiegel des Ganzen.“

Genetisch – sokratisch – exemplarisch: Diese Dreiheit ist Wagenscheins Credo für einen bildenden Unterricht.

### Walter Köhnlein
Der Hildesheimer Grundschuldidaktiker Walter Köhnlein hat die Impulse Wagenscheins zum genetischen Unterricht aufgegriffen und systematisiert. Verstehen vollzieht sich wie bei Wagenschein im gedanklichen Durchdringen von Sachverhalten in exemplarischer Konzentration und im sokratischen Gespräch. Das Werk Sachunterricht und Bildung (2012) stellt die gegenständlichen, gedanklichen und methodischen Inhalte des Sachunterrichts in neun, an Domänen der Sozial- und Naturwissenschaften orientierten Dimensionen vor, legt sie auf das Lernpotenzial von Kindern und die Praxis des Unterrichts aus. Es geht um die klärende Auseinandersetzung mit Sachen, Prozesse des Verstehens und Aufbau von Kompetenz. Hinzu kommen das konstruktive Moment im Denken der Kinder.

## Kritik
Die Hauptkritik richtet sich auf die für die genetische Methode zentralen Initialprobleme. Erstens gebe es nicht hinreichend viele Probleme, die sich aus der primären Wirklichkeit erheben und fachinhaltlich und -methodisch genügend reichhaltig seien. Zweitens sei die Frage, ob ein Thema als zündend erlebt werde, stark vom jeweiligen Erfahrungshintergrund der Schüler abhängig. Wagenschein sei inhaltlich wie auch mit seinem pädagogischen Ideal der Muße zur Bildung zu stark auf eine bildungsbürgerliche Klientel fixiert.